# 渡辺孝一
渡邊 孝一（わたなべ こういち、1957年11月25日 - ）は、日本の政治家。自由民主党所属の元衆議院議員（4期）。
総務副大臣、総務大臣政務官、防衛大臣政務官兼内閣府大臣政務官、北海道岩見沢市長（3期）を歴任。父は科学技術庁長官、衆議院議員を務めた渡辺省一。

## 概要
東京都で生まれ、父・省一の故郷である北海道美唄市で育つ。北海道岩見沢東高等学校、東日本学園大学（現北海道医療大学）歯学部卒業。卒業後は歯科医院の勤務医を経て、1991年に岩見沢市で歯科医院を開業。1996年、岩見沢青年会議所理事長に就任し、岩見沢市PTA連合会会長や空知PTA連合会会長を務める。
2002年10月、岩見沢市長選挙に立候補。現職の能勢邦之岩見沢市長を4,000票超の大差で破り、初当選した。2006年、岩見沢市長再選（48年ぶりの無投票での当選であった）。2010年の岩見沢市長選では民主・自民・公明3党の与野党相乗りで3選。市長在職中は情報公開や企業誘致、医療・福祉の充実化に尽力。また市町村合併を推進し、北村・栗沢町を岩見沢市へ編入合併させた。2009年には経営破綻した岩見沢市内の大手ゼネコン・カツイの再建にも協力。一方で、市内の学校給食岩見沢共同調理所から発生した集団食中毒や、市内のごみ最終処分場の埋め立て量の改竄等を見逃した監督責任の不行き届きや対応の不手際で批判を受けた。
2012年6月、次期衆議院議員総選挙にかつて父・省一も立候補（落選）した北海道10区から立候補する意向を表明。自民党北海道連の北海道第10選挙区支部は、飯島夕雁の辞任により空席状態が続いていた同区支部長に渡辺を推薦し、党本部に公認を申請する方針を固めた。しかし、比例北海道ブロック選出の稲津久衆議院議員（公明党）も、次期衆議院議員総選挙に北海道10区から立候補する意向を表明していたため、自民党は北海道10区への候補擁立を見送る方針を決定。一方、渡辺の擁立に動いた自民党所属の北海道議会議員らは再度渡辺の公認を求め、自民党から公認が得られない場合は無所属で立候補する渡辺を支援する方針を固めた。
しかし、その後の党本部による調整により、北海道10区からは稲津が立候補し、渡辺は比例北海道ブロック単独1位での立候補が内定した。2012年7月、岩見沢市議会議長に辞職願を提出し、市議会で辞任が了承された。同年12月の第46回衆議院議員総選挙で初当選。なお、当選後に入居した衆議院第1議員会館の部屋番号はかつて父・省一が衆院議員在職中に入居していた部屋番号である。
2014年12月の第47回衆議院議員総選挙で再選。
2017年10月の第48回衆議院議員総選挙で比例区単独1位で3選。11月1日の首班指名選挙では安倍晋三に投票したが、投票用紙に自身の氏名を書き忘れたため無効票となった。
2021年10月、第1次岸田内閣において総務大臣政務官に就任。
同月の第49回衆議院議員総選挙で比例区単独2位で4選（前回2位だった鈴木貴子と順位入れ替え）。
2023年9月、第2次岸田第2次改造内閣において総務副大臣に就任。
2024年9月12日、自民党総裁選挙が告示され、旧岸田派からは林芳正と上川陽子の2人が立候補した。渡辺は林の推薦人に名を連ねた。投票日前日の9月26日22時半頃、産経新聞は、麻生太郎が1回目の投票から高市早苗を支援するよう自派閥の議員に指示を出したとスクープした。9月27日朝、岸田文雄首相は高市が決選投票に残る可能性が高いと踏み、「決選は高市氏以外。党員票が多い方に投じてほしい」と旧岸田派のメンバーに一気に指示を下ろした。高市は1回目の議員投票で、報道各社の事前調査での30～40票を大きく上回る72票を獲得した。党員数と合わせた得票数は1位だったが、決選投票で石破茂に敗れた。渡辺は1回目の投票では林に投じ、決選投票では石破に投じた。
2024年10月の第50回衆議院議員総選挙でも比例区単独で立候補したが、過去4回とは異なり比例順位の優遇措置がとられず、小選挙区候補者より下位の12位とされたため、落選した。なお、この措置に対して一部の自民党支持者の離反を招いたと見られ、10区から立候補した公明党の稲津久も僅差で立憲民主党の神谷裕に敗れ、落選している。

## 政策
- 2013年11月26日、特定秘密保護法案の採決で賛成票を投じている[19]。
- 2014衆院選 毎日新聞候補者アンケートによると、「集団的自衛権の行使、アベノミクスを評価する、原発は日本に必要」と回答している[20]。
- 「消費税0％の検討」を掲げた『国民を守るための「真水100兆円」令和2年度第2次補正予算に向けた提言』に賛同している[21]。

## 発言
- 2018年2月23日、衆院予算委員会分科会で、裁量労働制の労働時間をめぐる不適切なデータ処理の問題を追及する野党の姿勢を「誹謗中傷クラス」と発言した[22]。
- 2024年3月29日、総務副大臣として参院総務委員会に出席時、齊藤健一郎の「いつもそこで寝てばっかりですよ」という指摘に対して、「刻々と、あの、うーん、寝たことについては、あの、まぁ、反省しますし、申し訳ないと思っております」と発言した[23][24]。

## 不祥事
- 2018年6月、渡辺が代表を務める政治団体「自民党北海道衆議院比例区第1支部」は、支援者向けのバスツアー「留萌満喫ツアー」で飲食代やお土産用のエビ代、バス代など約23万9千円を支出した。参加した支援者は9人で、参加者は1人7千円だった。政治資金収支報告書のツアーの項目に収入は6万3千円と記載され、約17万6千円の赤字だった。2018年分の同報告書の公表により、選挙区の有権者への寄付を禁じた公職選挙法に抵触する疑いがあることが報道された[25]。

## 所属団体・議員連盟
- TPP交渉における国益を守り抜く会

## 選挙歴
| 当落 | 選挙                   | 執行日         | 年齢 | 選挙区             | 政党       | 得票数    | 得票率 | 定数 | 得票順位 /候補者数 | 政党内比例順位 /政党当選者数 |
| ---- | ---------------------- | -------------- | ---- | ------------------ | ---------- | --------- | ------ | ---- | ------------------ | ---------------------------- |
| 当   | 2002年岩見沢市長選挙   | 2002年10月6日  | 44   | ーー               | 無所属     | 2万158票  | ーー   | 1    | 1/3                | /                            |
| 当   | 2006年岩見沢市長選挙   | 2010年10月1日  | 48   | ーー               | 無所属     | ーー票    | ーー   | 1    | /1                 | /                            |
| 当   | 2010年岩見沢市長選挙   | 2010年10月3日  | 52   | ーー               | 無所属     | 2万6632票 | ーー   | 1    | 1/2                | /                            |
| 当   | 第46回衆議院議員総選挙 | 2012年12月16日 | 54   | 比例北海道ブロック | 自由民主党 |           |        | 8    | ーー/ーー          | 1/3                          |
| 当   | 第47回衆議院議員総選挙 | 2014年12月14日 | 56   | 比例北海道ブロック | 自由民主党 | ーー票    | ーー   | 8    | /                  | 1/3                          |
| 当   | 第48回衆議院議員総選挙 | 2017年10月22日 | 58   | 比例北海道ブロック | 自由民主党 | ーー票    | ーー   | 8    | /                  | 1/3                          |
| 当   | 第49回衆議院議員総選挙 | 2021年10月31日 | 62   | 比例北海道ブロック | 自由民主党 | ーー票    | ーー   | 8    | /                  | 2/4                          |
| 落   | 第50回衆議院議員総選挙 | 2024年10月27日 | 65   | 比例北海道ブロック | 自由民主党 | ーー票    | ーー   | 8    | /                  | 12/3                         |